# Bentumersiel
L’accampamento romano di Bentumersiel sorgeva vicino alla foce del fiume Ems, sulla sua riva sinistra, nel territorio della bassa Sassonia, nel circondario di Leer. Il fiume Ems segnò, per un certo periodo, agli inizi del I secolo d.C., il confine tra le popolazioni dei Frisoni e dei Cauci.

## Storia

### Gli anni della conquista fino alla battaglia della foresta di Teutoburgo: 12 a.C. – 9 d.C.
Il momento della fondazione del campo è dubbio. Potrebbe essere stato utilizzato per la prima volta come base d'appoggio della flotta romana durante la prima delle campagne militari per l'occupazione della Germania, nell'anno 12 a.C., da parte di Druso, quando quest'ultimo raggiunse la foce del fiume Ems via mare dalla Gallia.
Il campo fu probabilmente utilizzato negli anni successivi, quando furono governatori Senzio Saturnino (dal 6 a.C. al 3 a.C.), Lucio Domizio Enobarbo (dal 3 a.C. all'1 a.C.) e Marco Vinicio  (dall'1 d.C. al 3 d.C.), quale forte a protezione del nuovo limes, spostato ad est del fiume Reno sul fiume Weser. Ed ancora potrebbe essere stato utilizzato dallo stesso Tiberio durante le campagne del 5 d.C., quando la flotta romana seguì via mare l'esercito di terra, navigando fino al promontorio cimbrico (l'attuale punta settentrionale della Danimarca) e poi fino alla foce dell'Elba, venendo a contatto con Cauci e Longobardi.

### La rappresaglia romana: 14-16 d.C.

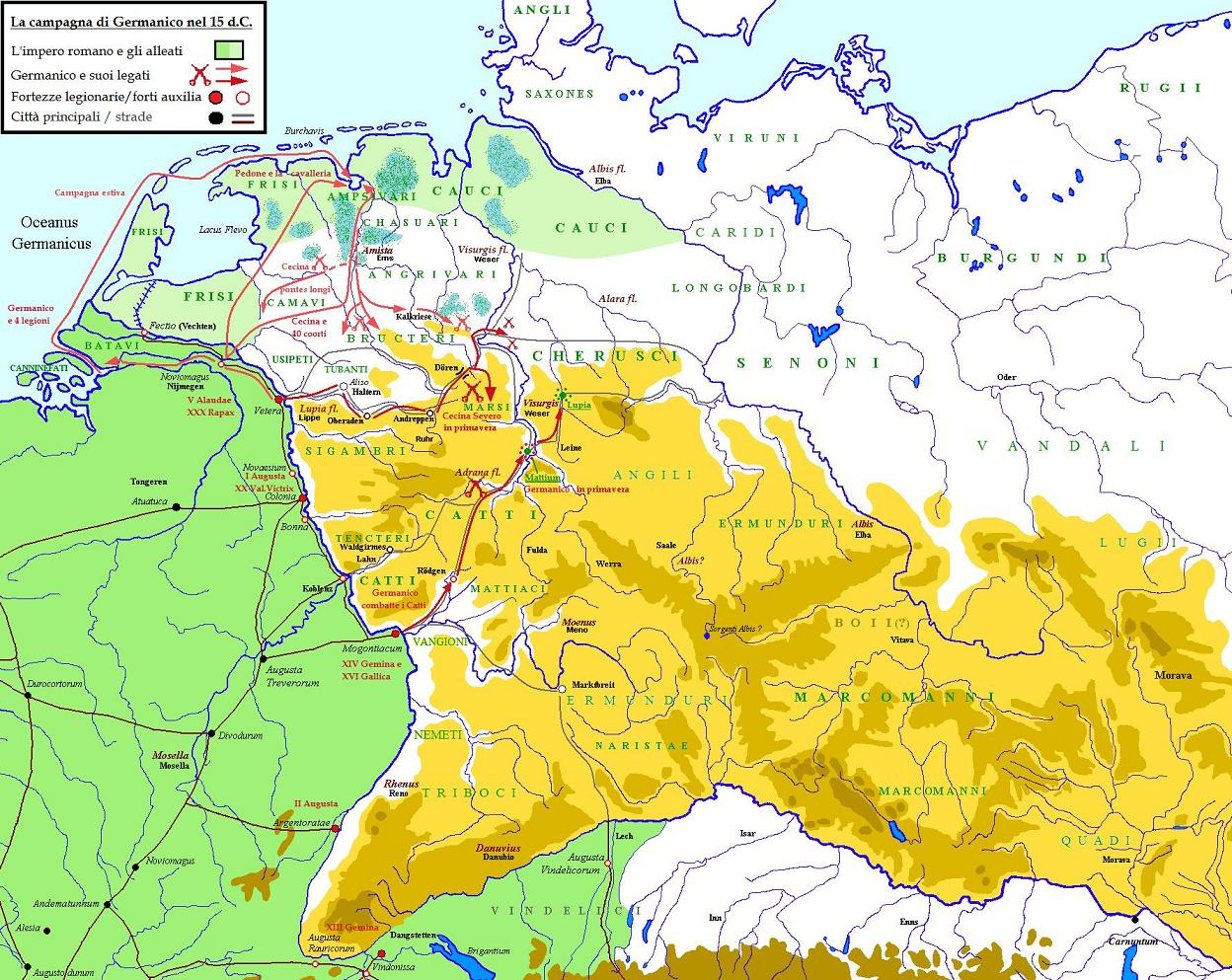
La campagna militare di Germanico del 15 d.C.

Il campo fu quasi certamente utilizzato anche nel corso delle campagne di Germanico del 14-16 d.C., quando il generale romano, a capo di otto legioni, fu inviato nella Germania Magna dall'imperatore Tiberio, per vendicare l'onore di Roma in seguito alla disfatta Variana del 9 d.C. Questo campo (seppure ad oggi siano ancora scarsi i rinvenimenti archeologici dell'area) potrebbe essere stato utilizzato nel corso della campagna del 15 d.C., quale magazzino. Si trattava di un luogo di grande importanza, sia militare, poiché rappresentava il naturale approdo della flotta romana proveniente dal Mare del Nord, al confine tra gli alleati Frisoni ed i Cauci, sia commerciale in relazione agli scambi di merci tra Impero romano e mondo germanico. Secondo lo storico Tacito, la flotta romana rimase, per tutta la durata della campagna, lungo il basso corso dell'Ems, quale retroguardia dell'esercito di terra che avanzava ad oriente verso le terre dei Cherusci di Arminio.

## Sito archeologico
Nel 1928 furono rinvenuti alcuni mattoni di tipo romano nell'area, ed alcuni reperti in ceramica di importazione databili all'epoca augustea. Nel 1929 vi fu una prima esplorazione archeologica del sito. Una nuova ed importante campagna di scavi cominciò poi nel dopoguerra tra il 1971 ed il 1973 grazie all'Istituto Storico per la ricerca costiera della Bassa Sassonia. Recenti scavi condotti nel 2006 hanno portato al recupero non solo di materiali tipici delle popolazioni germaniche, ma anche di ceramiche di origine romana (come anfore) e di oggetti in metallo tipici dell'equipaggiamento dei legionari romani.